# Гостимир Поповић
Гостимир Поповић (Доњи Вијачани, 29. август 1949 — Бања Лука, 25. април 2025) био је пуковник Војске Републике Српске. Током Одбрамбено-отаџбинског рата био је начелник одељења за информисање и пропаганду у Команди Ваздухопловства и ПВО ВРС.

## Биографија
Пуковник Поповић је рођен 1949. године у Вијачанима општина Прњавор. У родним Вијачанима је 1964. године завршио Основну школу и уписао IV класу Ваздухопловне гимназије ”Маршал Тито” у Мостару коју са успјехом завршава 1967. године. По окончању гимназије уписује и 1970. године успјешно завршава Војну академију везе у ратног ваздухопловства и противваздужне одбране у Краљеву. Рапоређен је у Војно техничку ваздухопловну академију у Сарајеву, (Рајловац), а потом у Ваздухопловни завод ”Орао”, гдје га затиче рат 1991. године.
Отпочињање ратних дејстава у јесен 1991. године дочекује у чину потпуковника када је распоређен у Команду 5. Корпуса РВ и ПВО на аеродрому Бихаћ. У априлу 1992. непосредно учествује у борбама које, на уласку на аеродром Бутмир, против паравојних муслиманских формација води Војна полиција са циљем заштите и извлачења питомаца Средње војне школе. По извлачењу питомаца из Сарајева, у Бањој Луци се прикључује Команди 5. Оперативне групе РВ и ПВО која улази у састав Команде Ваздухопловства и ПВО ВРС. У саставу нове формације распоређен је на дужност Начелника ОИП на којој остаје до 1996. године када је распоређен у Генерал штаб ВРС у Бијељини. Након годину дана проведених на дужности у Бијељин враћа се на стару дужност у Бању Луку гдје дочекује пензију.
По пензионисању предано ради на пословима праћења и анализа војно политичке ситуације на читавом простору Дејтонске БиХ. Сазнања преточе у неколико књига које ставља на располагање институцијама Републике Српске са којима остварује сарадњу. У професионалним областима дјеловања иза себе оставља бројне коментаре доступне јавности путем локалних медија и РТРС.
Од оснивања до посљедњег дана живота био је истакнути, активни и омиљени члан Организације старјешина Војске Републике Српске. До посљедњег дана у улози члана Предсједништва ОСТА ВРС давао је допринос активностима везаним за припреме избора у ОСТА ВРС предлажући нове иницијативе у вези са актуелним стањем у Републици Српској. У складним браку са супругом Надом је стекао два сина. Преминуо је 25. априла 2025. годин на Универзитетско клиничком центру у Бањој Луци од посљедица можданог удара. Сахрањен је 27. априла 2025. године на гробљу Сјеница, Ребровац.